# Maldivian Air Taxi

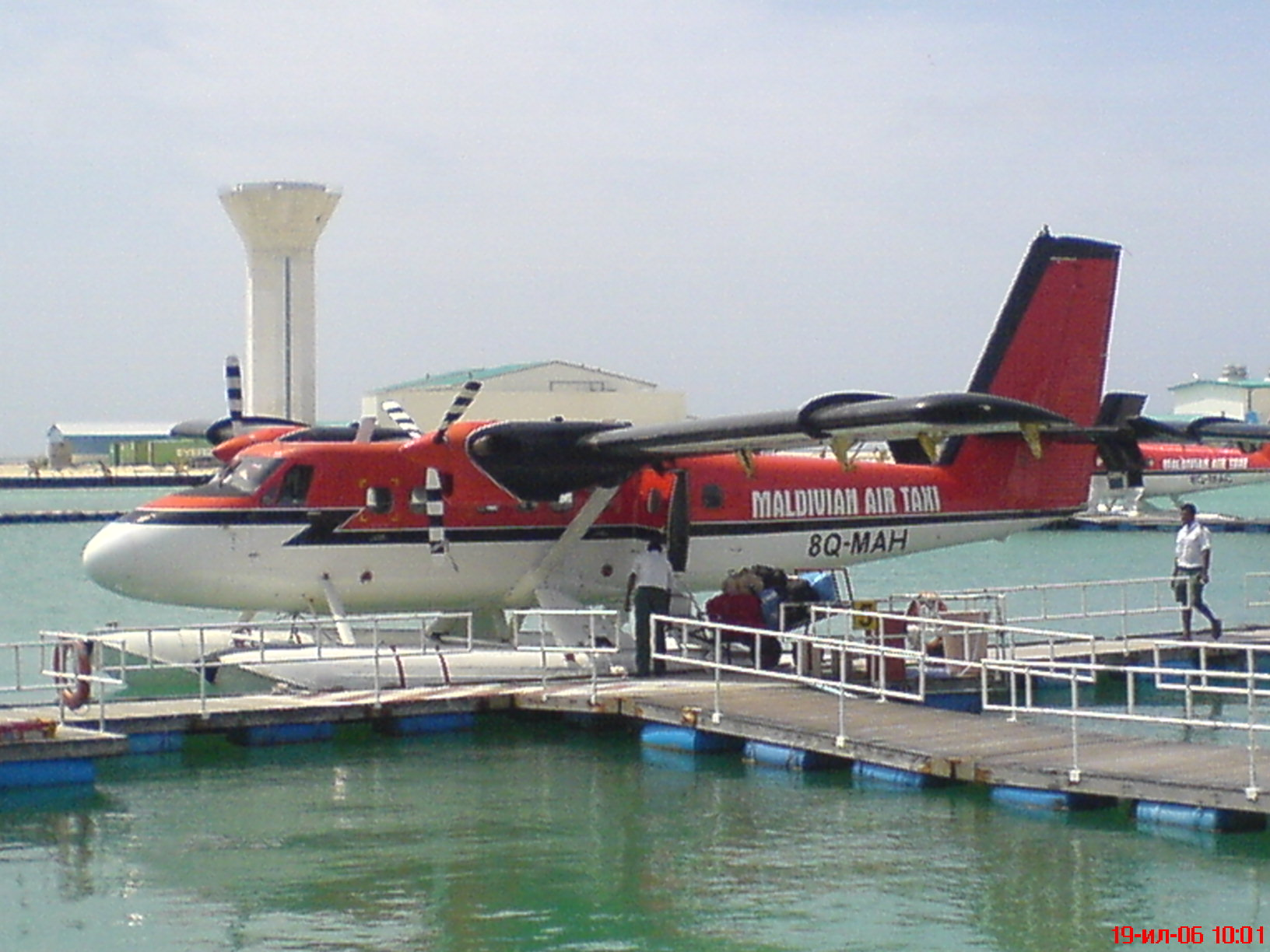
DHC-6 в Мале (гидроаэропорт)

Мальдивиан Эйр Такси (англ. Maldivian Air Taxi) — одна из двух мальдивских авиакомпаний, совершающая вип-перевозки на гидросамолётах De Havilland Canada DHC-6 Twin Otter. Основана в 1993 году. Базировалась в Международном аэропорту Мале

## История
Авиакомпания была основана в 1993 году датскими инвесторами и начала свою деятельность в том же году. Она полностью принадлежала Ларсу Эрику Нильсену (председатель) и по состоянию на март 2007 года имела 275 сотрудников.
В 2013 году американский фонд акций Blackstone Group объявил о приобретении как MAT, так и конкурирующей компании Trans Maldivian Airways (TMA).

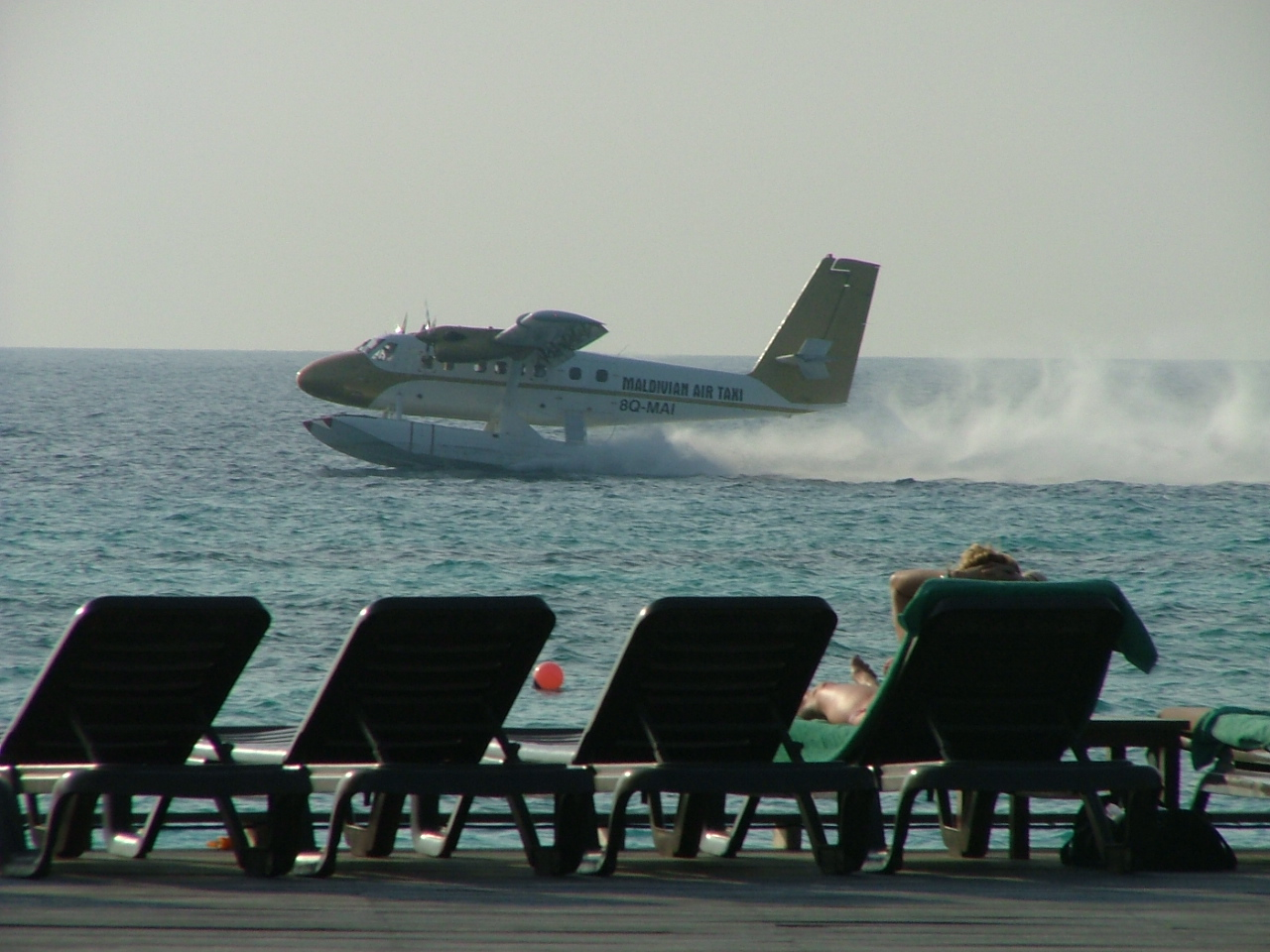

## Флот
На сентябрь 2005 г. — 19 самолетов «Де Хевиленд DHC-6».
Maldivian Air Taxi также ранее сообщало о планах заменить все свои DHC-6-100/-200/-300 на новую серию −400 от Viking Air.